# Beni (DRC)
 Beni, departement i Bolivia
Beni er en  stor by i den nordøstlige del af den Demokratiske Republik Congo, der ligger umiddelbart vest for Virunga nationalpark og bjergkæden Rwenzori i udkanten af Ituriregnskoven. Den er en del af provinsen Nord-Kivu.

## Oversigt
I Beni er der et marked, en lufthavn og et kristent universitet  (Christian Bilingual University of Congo, UCBC). I 2013 havde det en anslået befolkning på 231.952. Beni består af fire kommuner: Beni, Bungulu, Ruwenzori og Mulekera.
Byen var  omkring 2001 skueplads for voldsomme kampe i Anden Congokrig. Beni har også mange baser for FNs fredsbevarende styrke MONUSCO, og dele af den indisk-ledede North-Kivu Brigade er baseret i byen.
Mellem oktober 2014 og maj 2016 døde over 500 mennesker i en række angreb på Beni og dens omgivelser. Angrebet er blevet tilskrevet ugandiske islamistiske oprørere. Beni-massakren fandt sted her i august 2016.
I december 2018 har Beni,  ifølge Verdenssundhedsorganisationen, været udsat for over 200 tilfælde af udbrud af  ebolavirus (EVD). Beni   ligger nær Mangina, der va epicentret for Kivu Ebola udbruddet 2018–19.
Den 3. juni 2019 dræbte eller sårede et angreb i byen 25 mennesker. Islamisk Stat påtog sig ansvaret kort efter.
I 2020 orkestrerede den islamiske  oprørsgruppe Allied Democratic Forces (ADF) efter sigende en fængselsflugt fra Kangbayi-fængslet, og de dræbte og i mange tilfælde halshuggede 25 mennesker i landsbyen Tingwe. Oprørerne blev anklaget for 800 dødsfald.
I 2023 skete Makugwe-massakren i en nærliggende landsby.